# 鈴木眞哉
鈴木 眞哉（すずき まさや、1936年 - ）は、日本の歴史研究家。「日曜歴史家」を自称し、紀州雑賀衆の鈴木氏の末裔であることを自著の中で明かしている。
横浜市生まれ。中央大学法学部卒業。防衛庁、神奈川県庁等に勤務。勤務のかたわら主に戦国時代の合戦の研究を続ける。

## 歴史観など
『刀と首取り―戦国合戦異説』などでは、南北朝期および戦国期の軍忠状に記される死傷者の内訳をもとに、両時期における戦闘の主体はあくまで弓（及び投石など。後代では鉄砲が加わる）であり、刀は負傷した敵の首を取るためのものでしかなかった、との説を発表している。さらにそこから、「日本人のお家芸である白兵戦」は20世紀前半期において軍部の精神主義が招いた極めて異例のものであり、歴史的に武士たちは徹底して遠戦志向だった、としている。
既存の歴史観を打ち破ることに非常に力を注いでおり、そのため先の既存の合戦観の否定や、他に織田信長・豊臣秀吉・徳川家康らを「天下人」として英雄視することについても「天下人史観に毒されている」と厳しく糾弾している。
なお、天下人3人の中では特に家康に対する評価が厳しく、その天下から運を取ったら何が残るのか、とまで断言することもある（信長、秀吉に関しては半分位は実力による、としている）。また、関ヶ原に関して彼が石田三成の立場にいたら挙兵することはなかっただろう、とも語っている。
信長に対しては戦術家としての実力に疑問符をつける半面、戦略家、政略家としては高く評価する記述が多い。特に本願寺をはじめとする権力化した宗教集団と徹底的に戦ってその後の日本の政教分離の基礎をなしたことは「もっと評価されるべき」としている。

## 著書

### 単著
- 『紀州雑賀衆鈴木一族』（新人物往来社、1984年）
- 『下戸の逸話事典―歴史を動かした非酒徒たち』（東京堂出版、1995年、後に『下戸列伝』と改題されて集英社文庫より出版）
- 『鉄砲と日本人―「鉄砲神話」が隠してきたこと』（洋泉社、1997年、後にちくま学芸文庫）
- 『天下人の条件』（洋泉社、1998年）
- 『戦国合戦の虚実―日曜歴史家への誘い』 （講談社、1998年）
- 『刀と首取り―戦国合戦異説』（平凡社新書、2000年）
- 『謎とき日本合戦史―日本人はどう戦ってきたか』（講談社現代新書、2001年）
- 『天下人史観を疑う―英雄神話と日本人』（洋泉社、新書y、2002年）
- 『鉄砲隊と騎馬軍団―真説・長篠合戦』（洋泉社、新書y、2003年）
- 『戦国15大合戦の真相―武将たちはどう戦ったか』（平凡社新書、2003年）
- 『戦国鉄砲・傭兵隊―天下人に逆らった紀州雑賀衆』（平凡社新書、2004年）
- 『戦国時代の大誤解』（PHP新書、2007年）
- 『〈負け組〉の戦国史』（平凡社新書 2007年）
- 『戦国史の怪しい人たち 天下人から忍者まで』（平凡社新書、2008年）
- 『戦国武将人気のウラ事情』（PHP新書、2008年）
- 『戦国武将のゴシップ記事』 （PHP新書、2009年）
- 『その時、歴史は動かなかった!?　じつにアヤしい「日本史の転換点」』（PHP新書、2010年）
- 『戦国軍事史への挑戦 疑問だらけの戦国合戦像』(洋泉社・歴史新書y、2010年)
- 『戦国時代の計略大全』(PHP新書、2011年)
- 『戦国「常識・非常識」大論争!―旧説・奇説を信じる方々への最後通牒―』(洋泉社・歴史新書y、2011年)
- 『NHK歴史番組を斬る!』(洋泉社・歴史新書y、2012年)
- 『「戦闘報告書」が語る日本中世の戦場 鎌倉最末期から江戸初期まで』洋泉社 2015

### 共著
- 〈藤本正行〉『偽書「武功夜話」の研究』（洋泉社・新書y、2003年）
- 〈藤本正行〉『信長は謀略で殺されたのか―本能寺の変・謀略説を嗤う―』（洋泉社・新書y、2006年）